# Comuna Romos, Hunedoara
Romos (în maghiară: Romosz, în germană: Rumesdorf, Grossrumes) este o comună în județul Hunedoara, Transilvania, România, formată din satele Ciungu Mare, Pișchinți, Romos (reședința), Romoșel și Vaidei.

## Demografie
Componența etnică a comunei Romos
     Români (86,18%)
     Romi (5,99%)
     Alte etnii (0,88%)
     Necunoscută (6,95%)
Componența confesională a comunei Romos
     Ortodocși (76,8%)
     Penticostali (8%)
     Greco-catolici (3,14%)
     Alte religii (3,48%)
     Necunoscută (8,58%)
Conform recensământului efectuat în 2021, populația comunei Romos se ridică la 2.388 de locuitori, în scădere față de recensământul anterior din 2011, când fuseseră înregistrați 2.604 locuitori. Majoritatea locuitorilor sunt români (86,18%), cu o minoritate de romi (5,99%), iar pentru 6,95% nu se cunoaște apartenența etnică. Din punct de vedere confesional, majoritatea locuitorilor sunt ortodocși (76,8%), cu minorități de penticostali (8%) și greco-catolici (3,14%), iar pentru 8,58% nu se cunoaște apartenența confesională.

## Politică și administrație
Comuna Romos este administrată de un primar și un consiliu local compus din 11 consilieri. Primarul, Daniela-Mihaiela Csatlos-Koncz[*], de la Partidul Național Liberal, este în funcție din 2021. Începând cu alegerile locale din 2024, consiliul local are următoarea componență pe partide politice:
|  | Partid                          | Consilieri | Componența Consiliului | Componența Consiliului | Componența Consiliului | Componența Consiliului | Componența Consiliului | Componența Consiliului | Componența Consiliului |
|  | ------------------------------- | ---------- | ---------------------- | ---------------------- | ---------------------- | ---------------------- | ---------------------- | ---------------------- | ---------------------- |
|  | Partidul Național Liberal       | 7          |                        |                        |                        |                        |                        |                        |                        |
|  | Partidul Social Democrat        | 2          |                        |                        |                        |                        |                        |                        |                        |
|  | Uniunea Salvați România         | 1          |                        |                        |                        |                        |                        |                        |                        |
|  | Alianța pentru Unirea Românilor | 1          |                        |                        |                        |                        |                        |                        |                        |

## Atracții turistice
- Biserica evanghelică-lutherană din Romos
- Casa parohială evanghelică din Romos, construcție secolul al XVIII-lea, monument istoric
- Ansamblul rural Romos

## Personalități născute aici
- Avram P. Todor (1889 - 1972), publicist, profesor universitar.

## Imagini

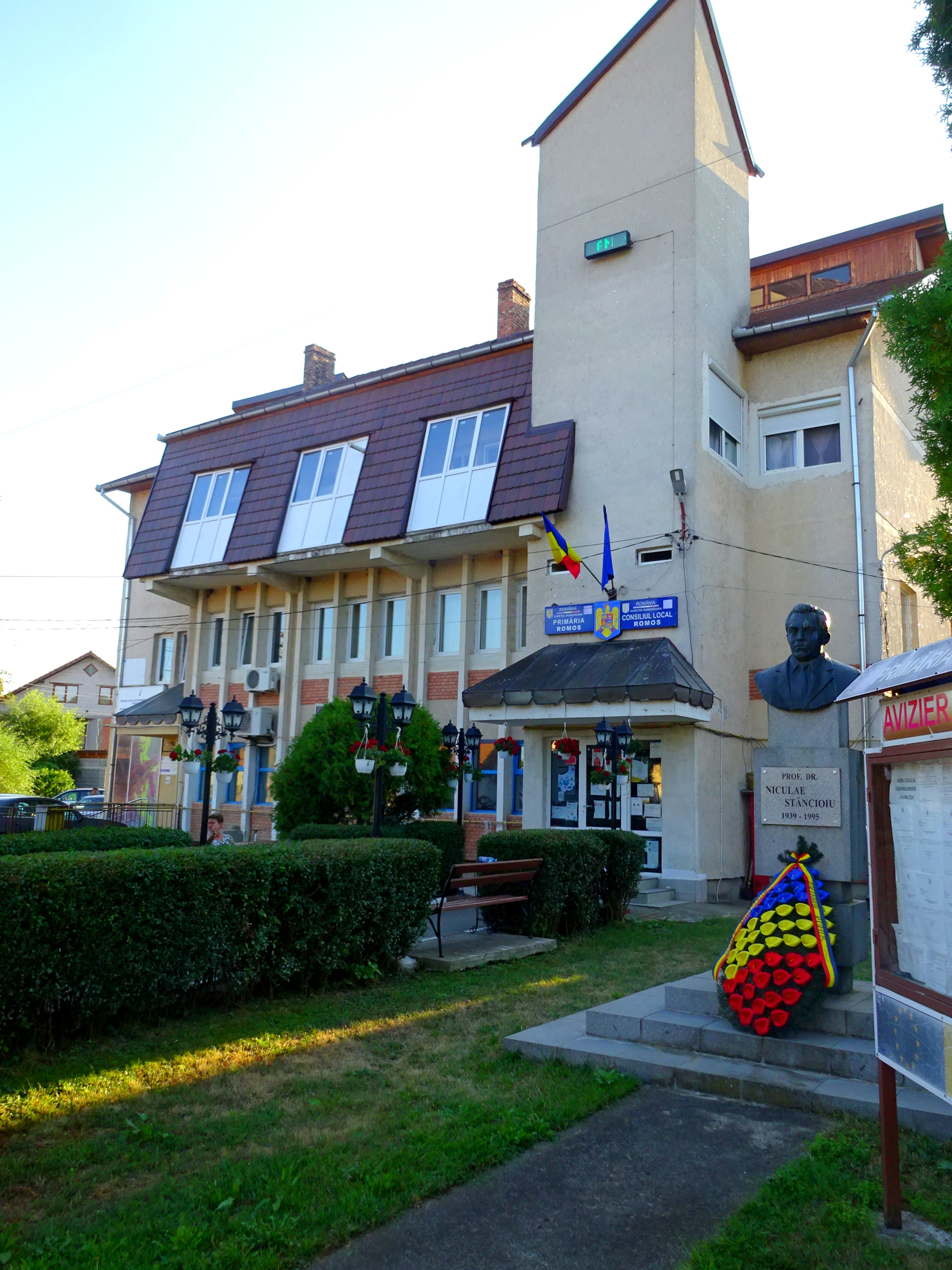
Primăria comunei
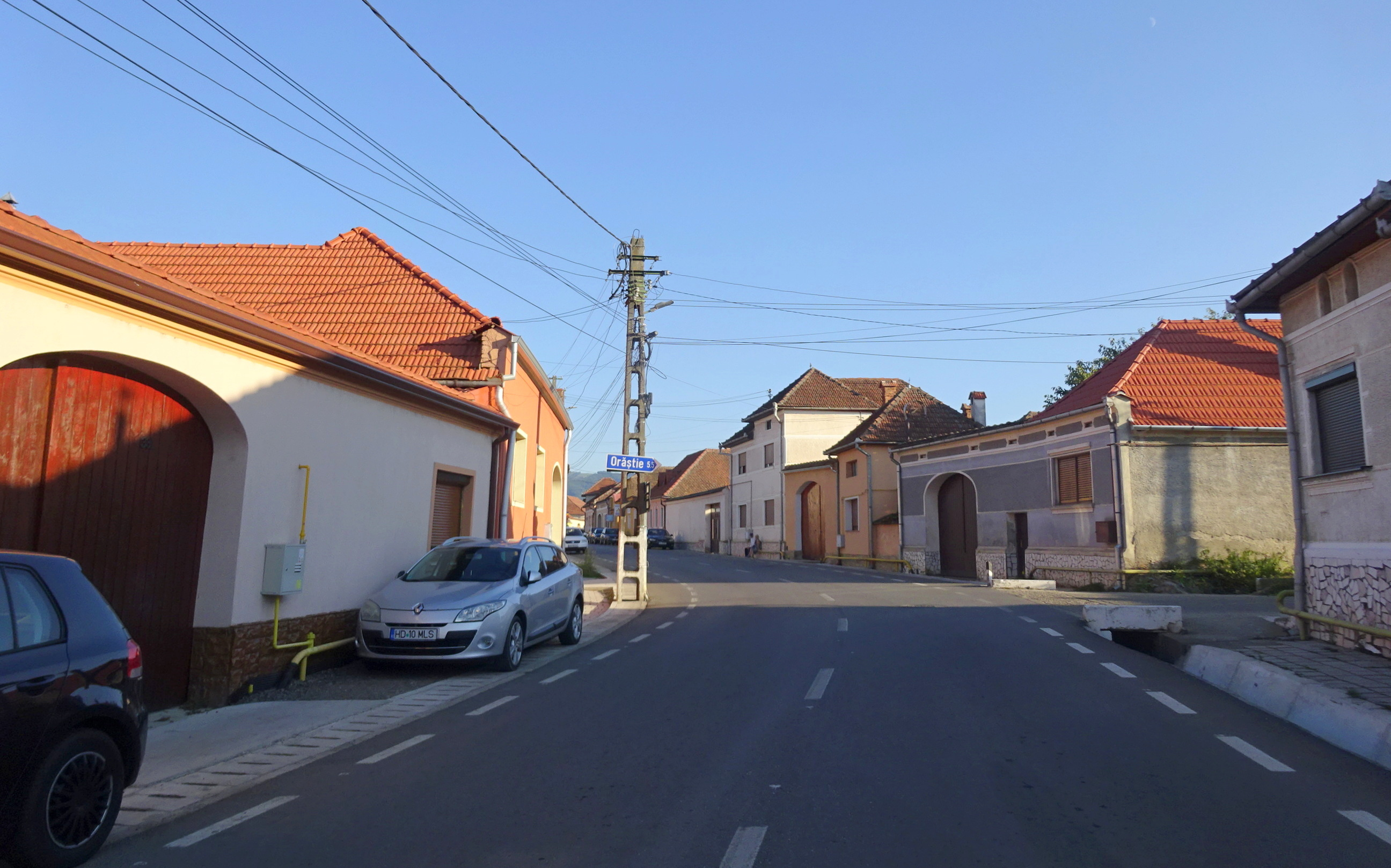
Ansamblul rural Romos (monument istoric)
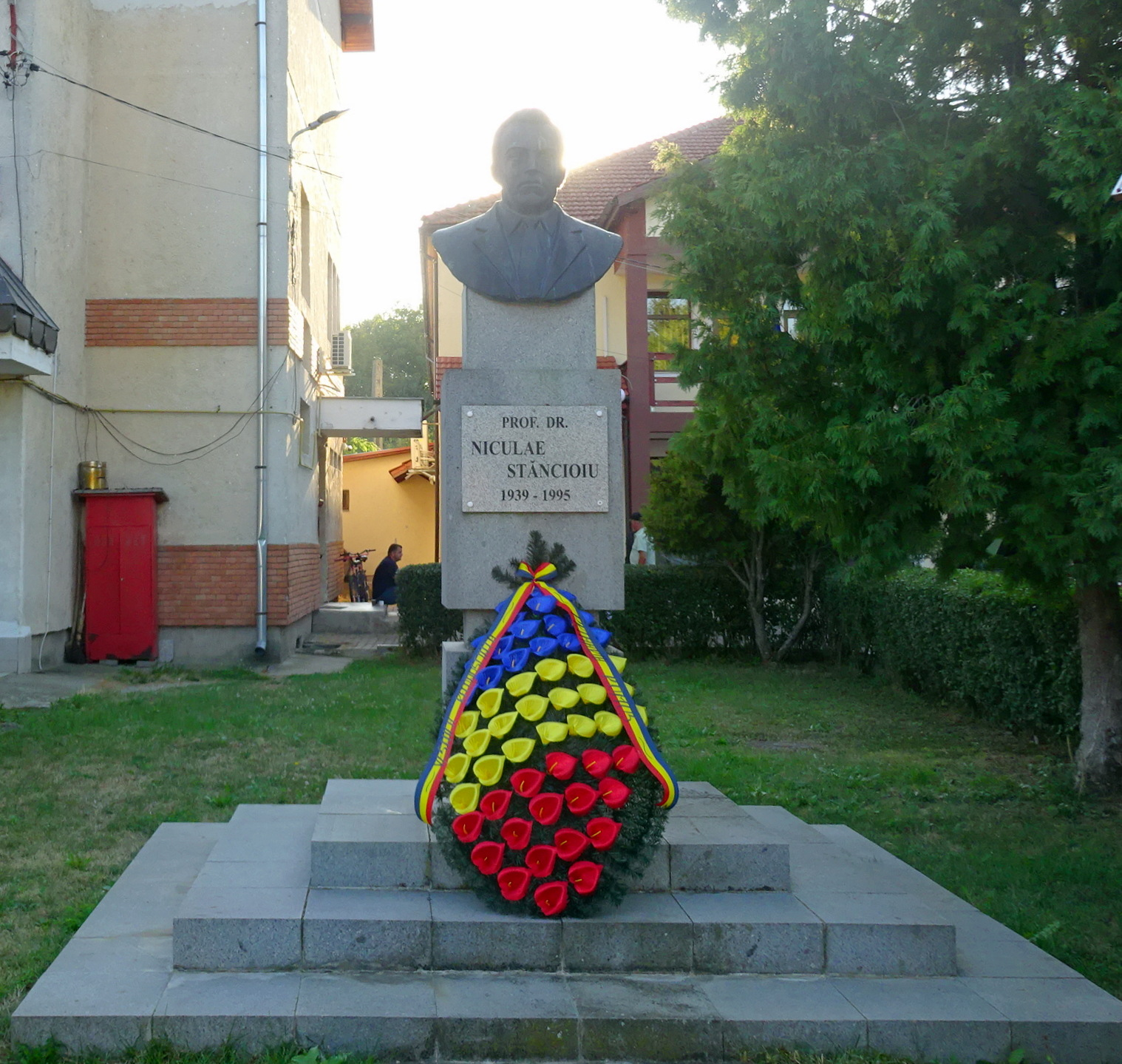
Bustul doctorului Niculae Stâncioiu
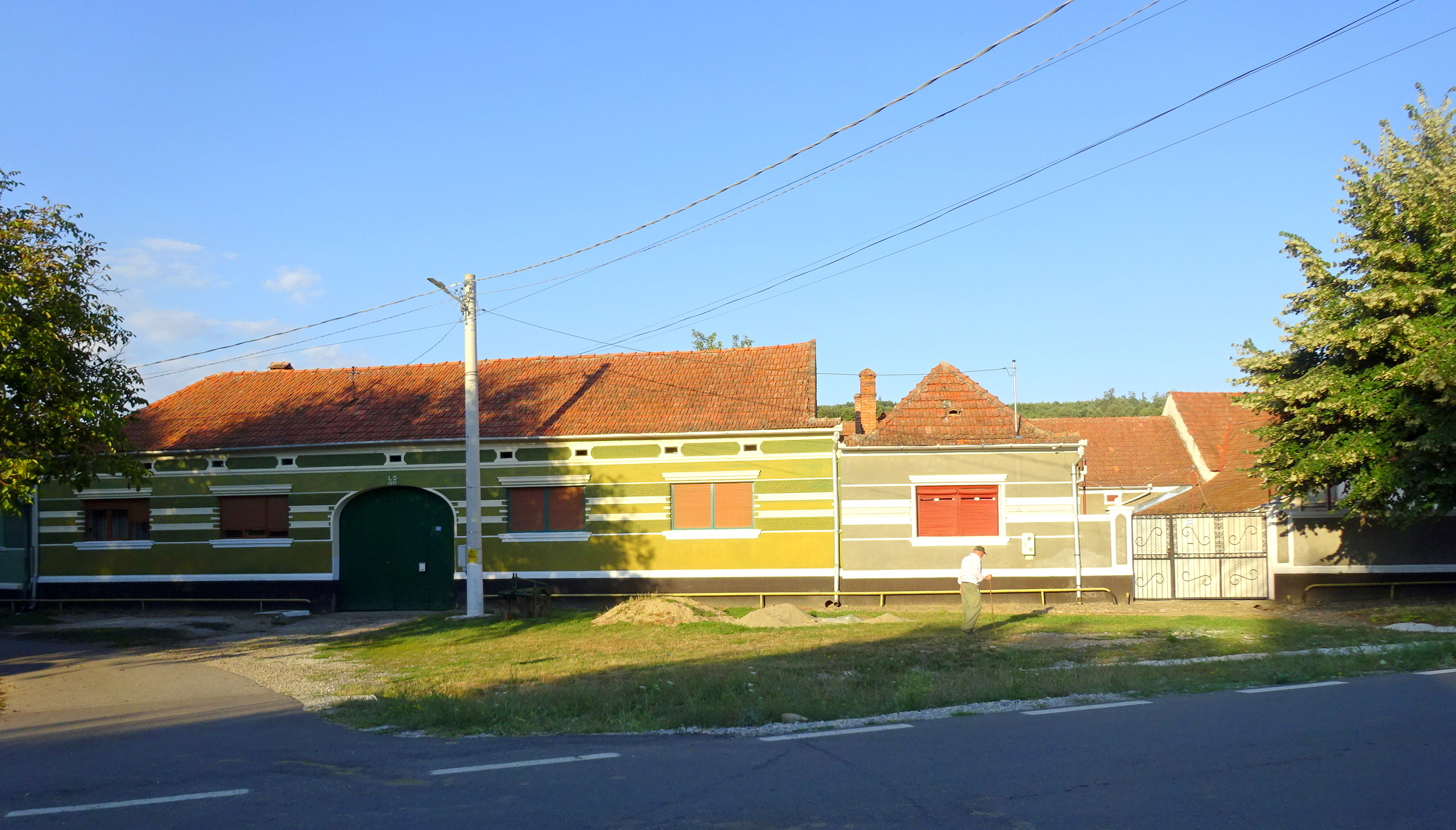
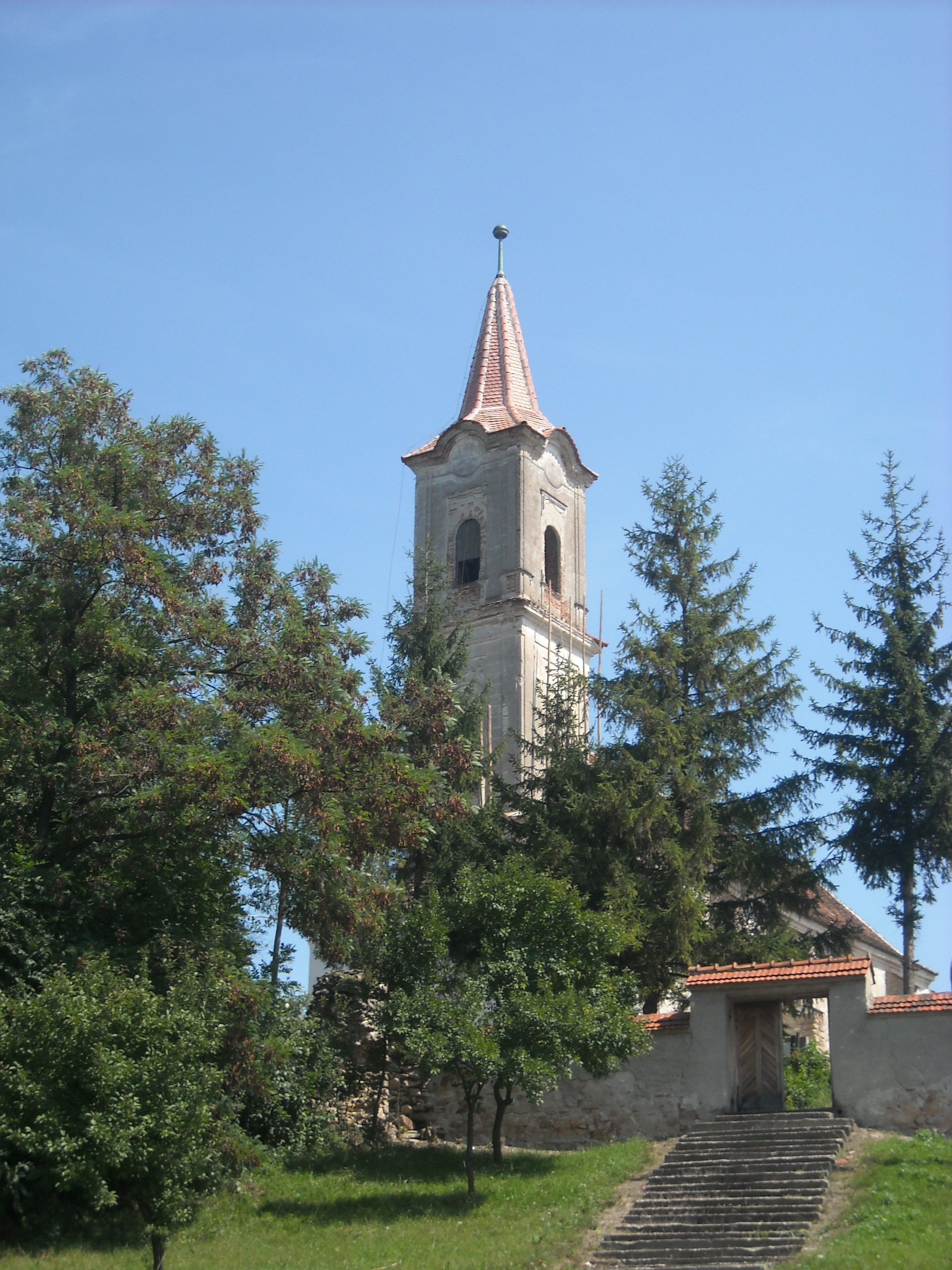
Biserica evanghelică-lutherană din satul Romos
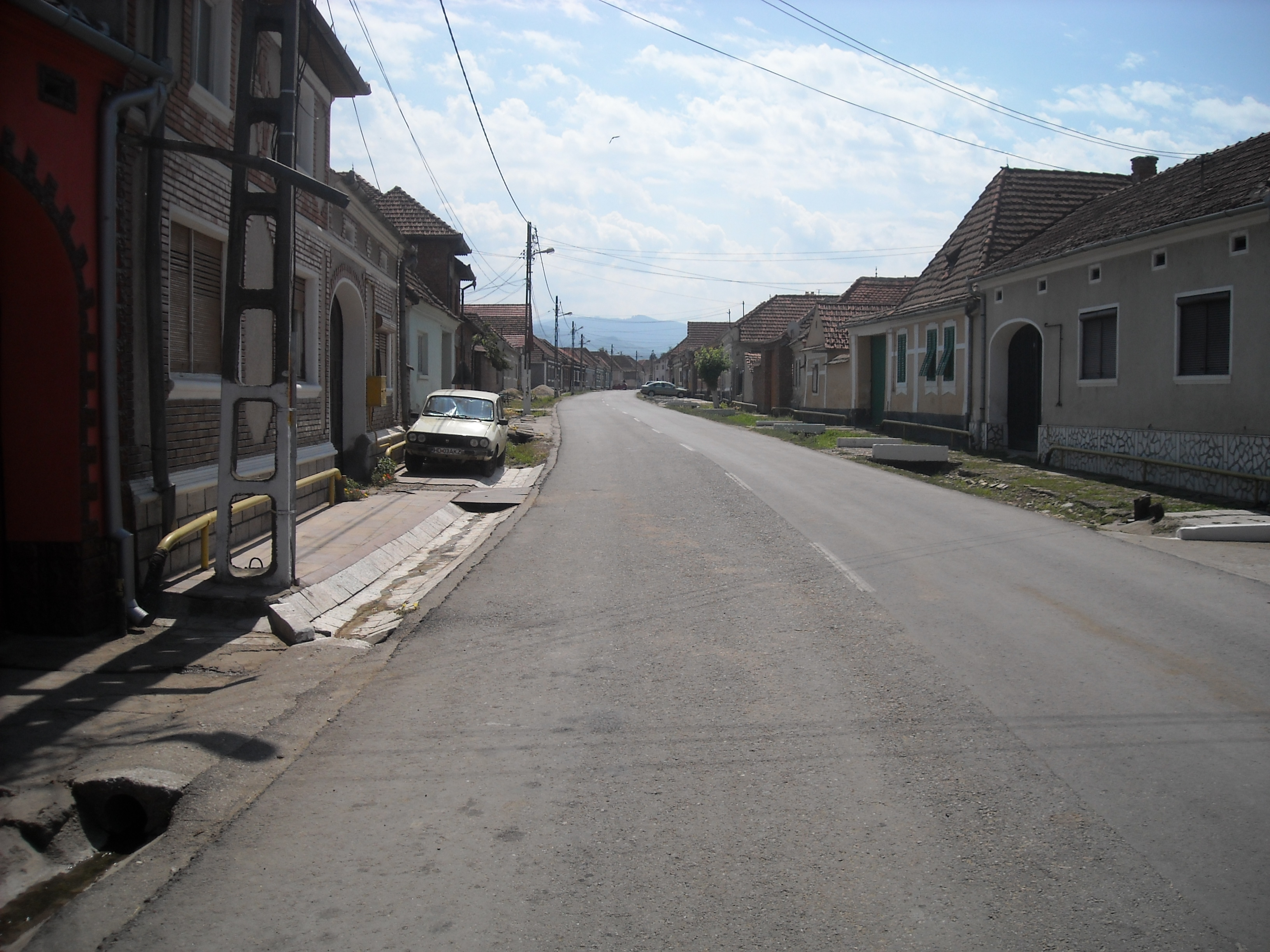
Ansamblul rural Romos (monument istoric)
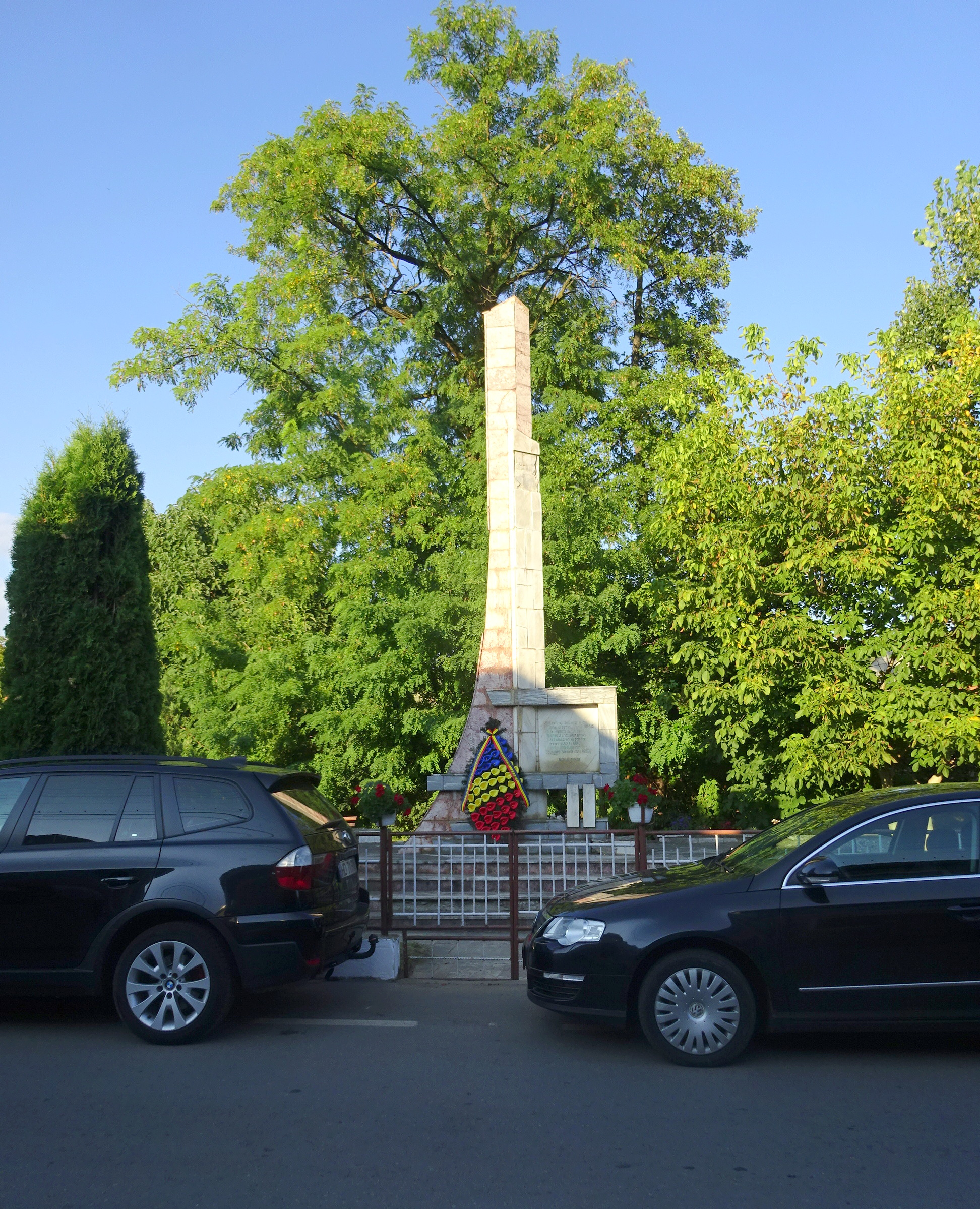
Monumentul eroilor
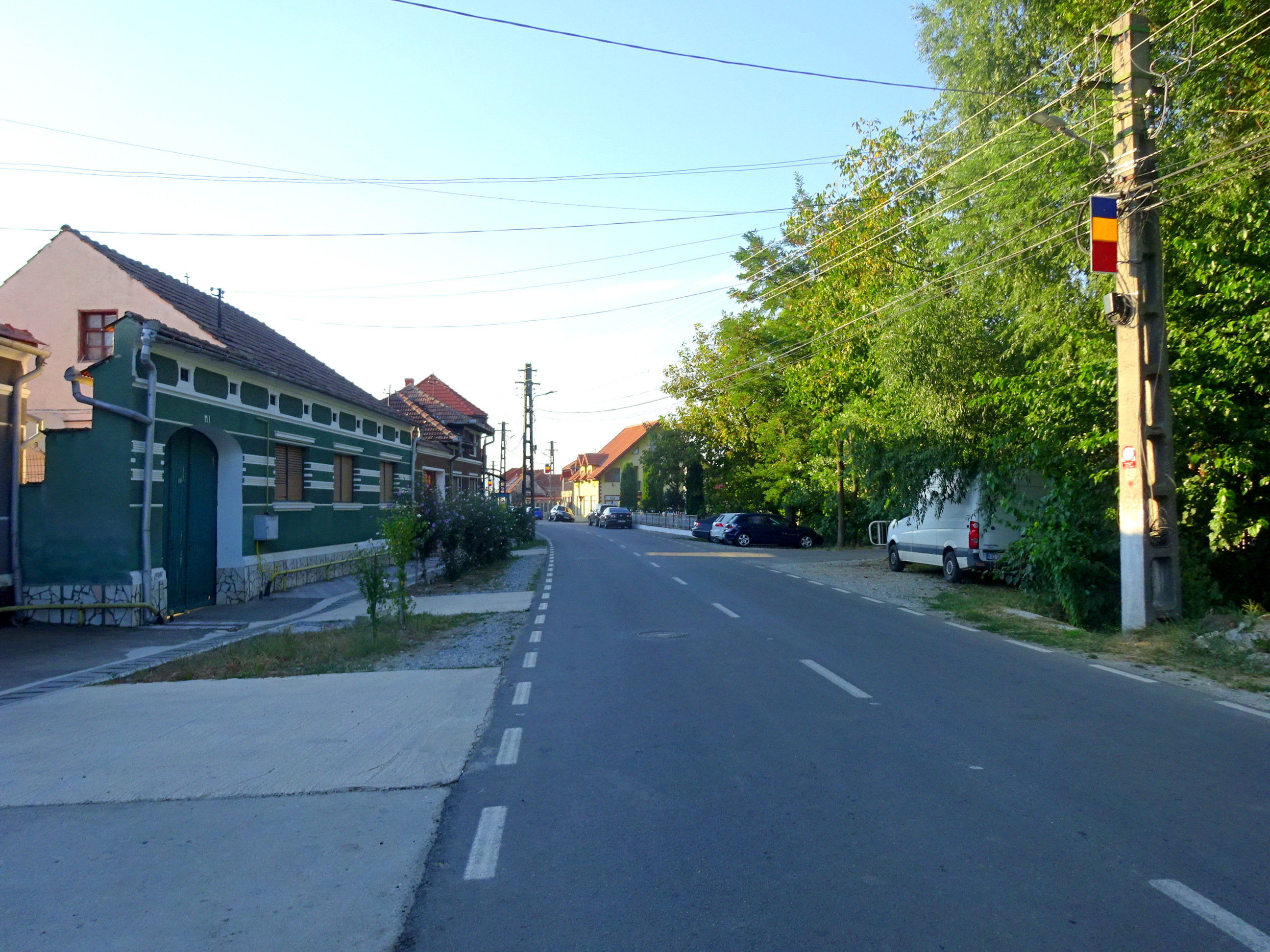
Ansamblul rural Romos (monument istoric)
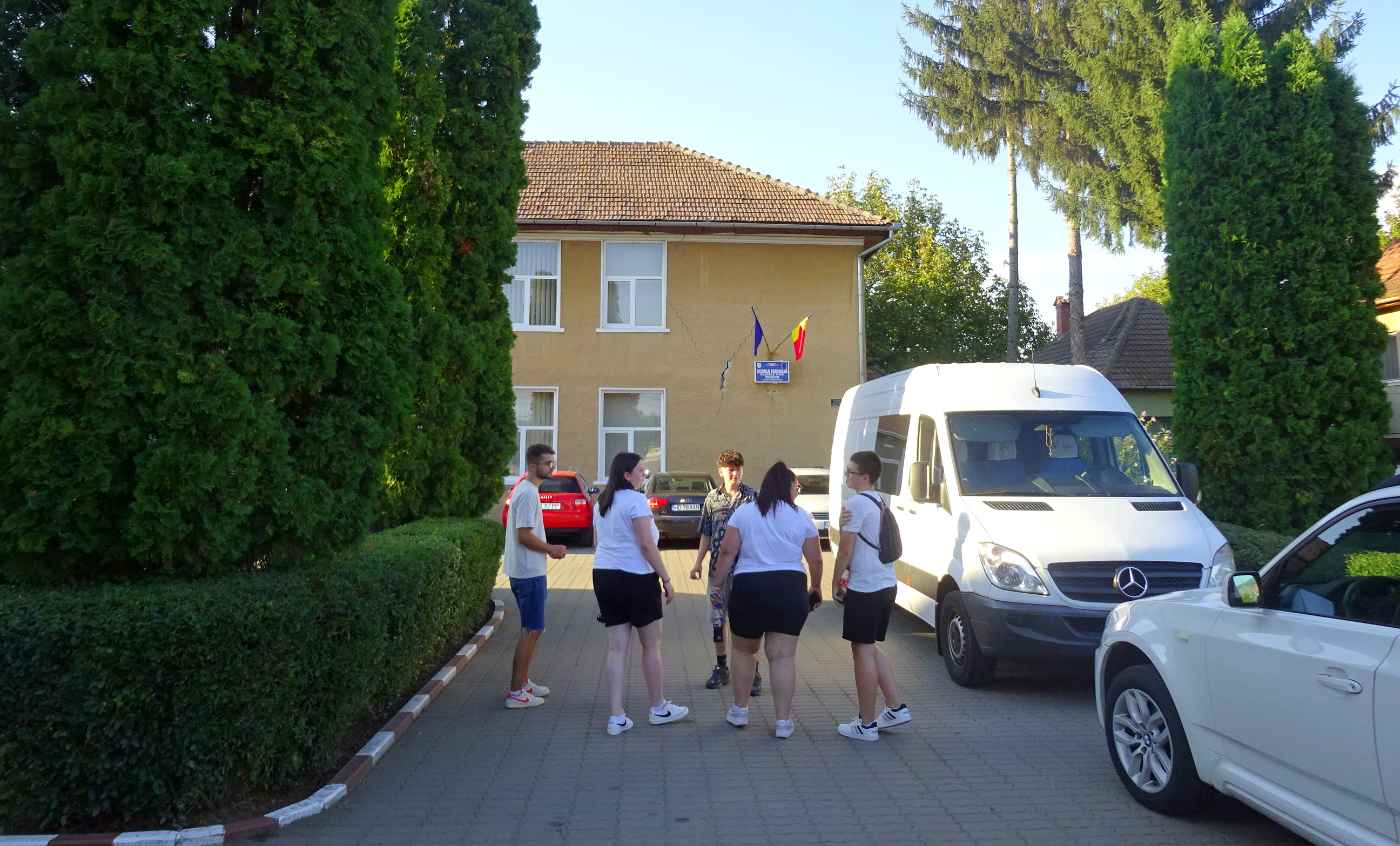
Școala
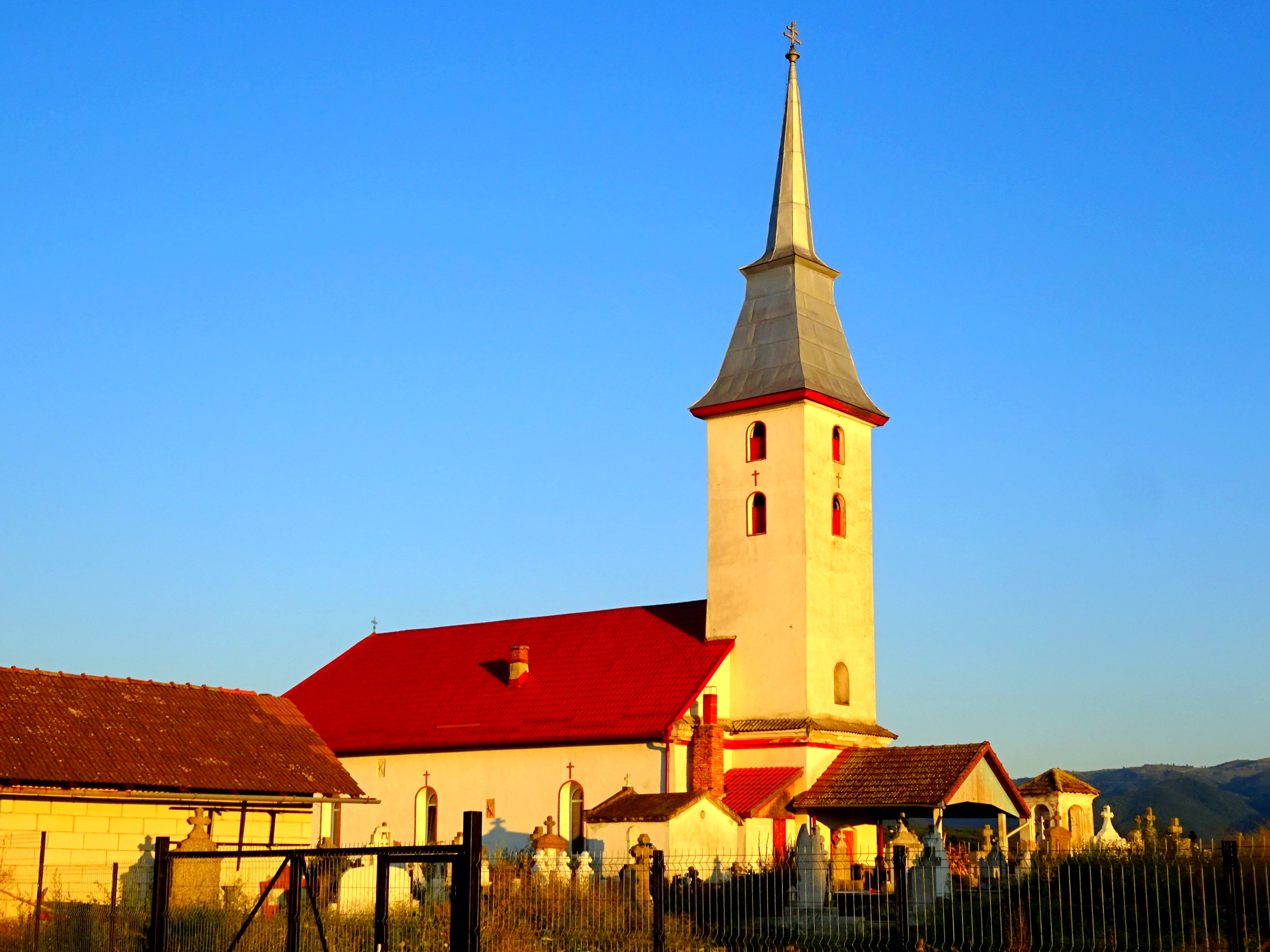
Biserica Înălțarea Domnului din Romos (1775)
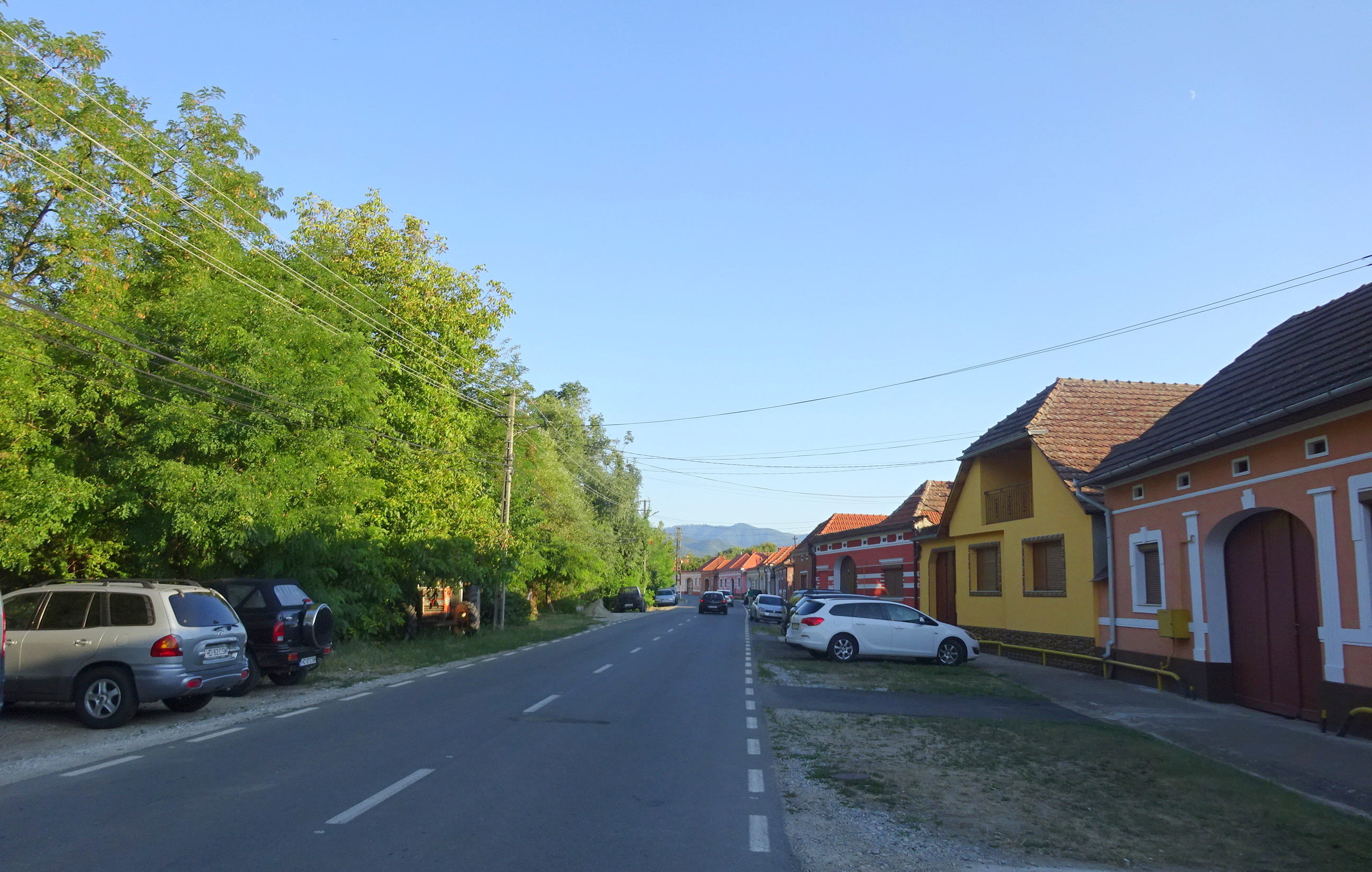
Ansamblul rural Romos (monument istoric)
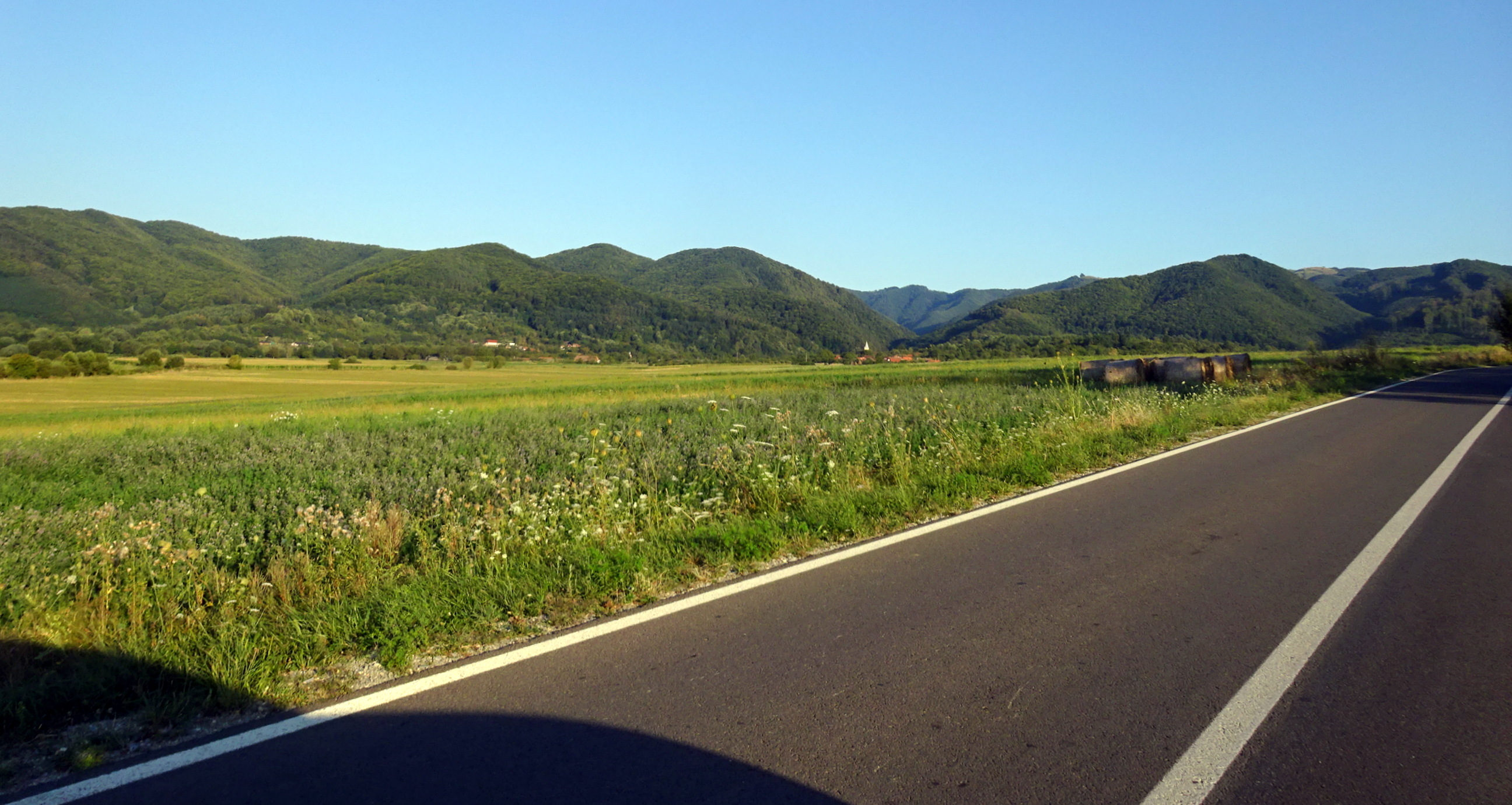
Drumul Romos-Romoșel
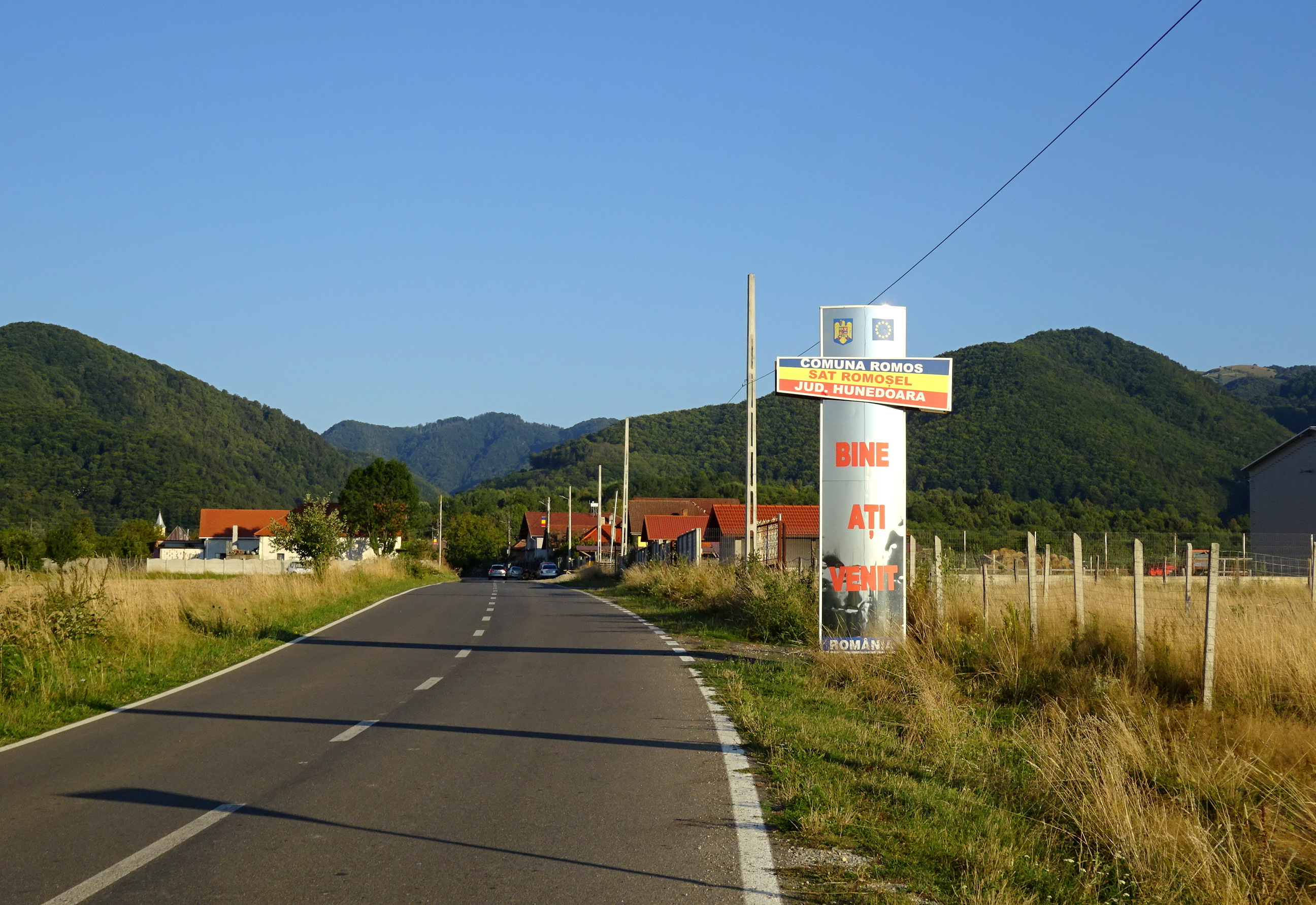
Romoșel
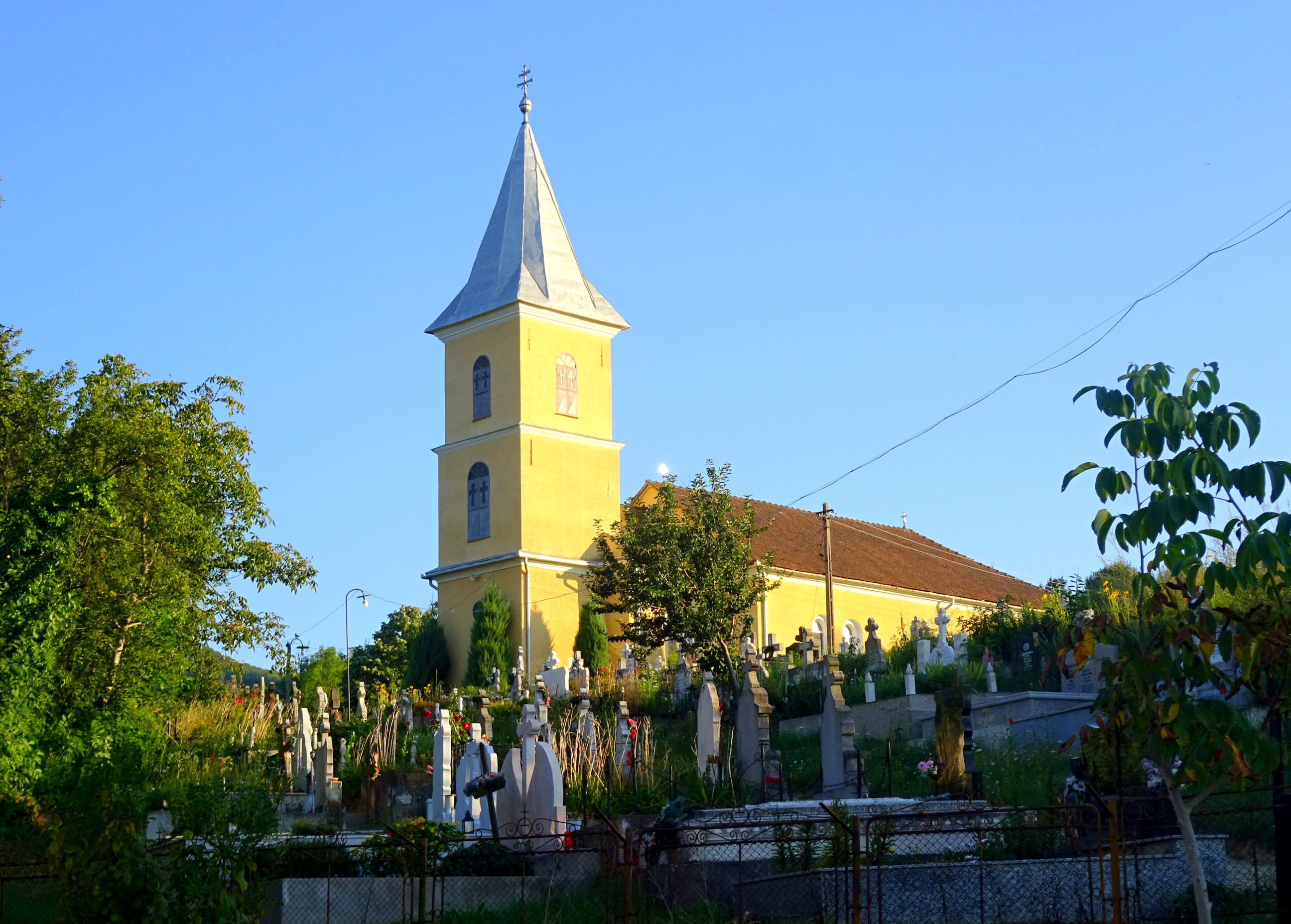
Biserica ortodoxă „Pogorârea Sfântului Duh” din Romoșel (1847)
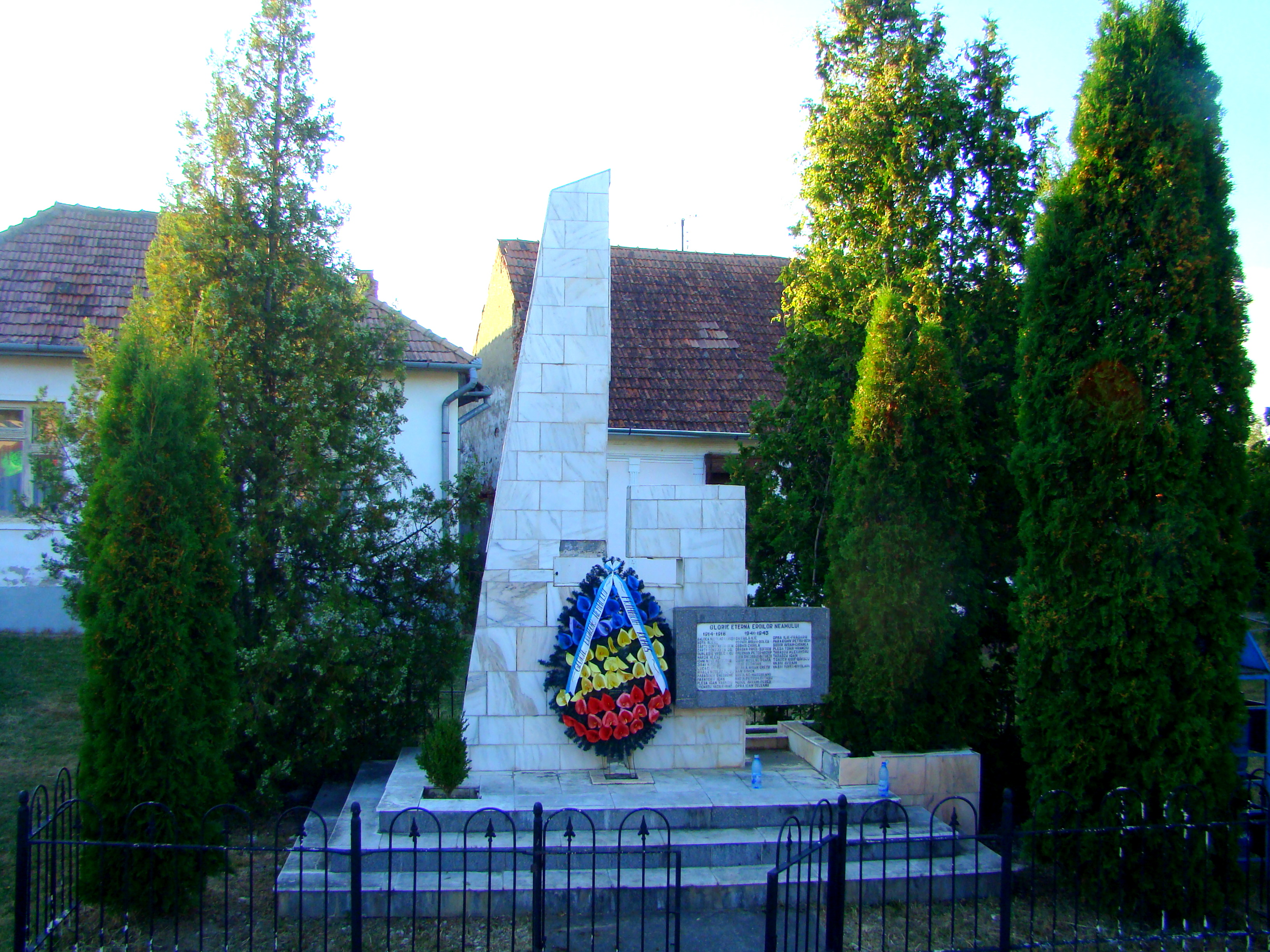
Monumentul eroilor din Romoșel
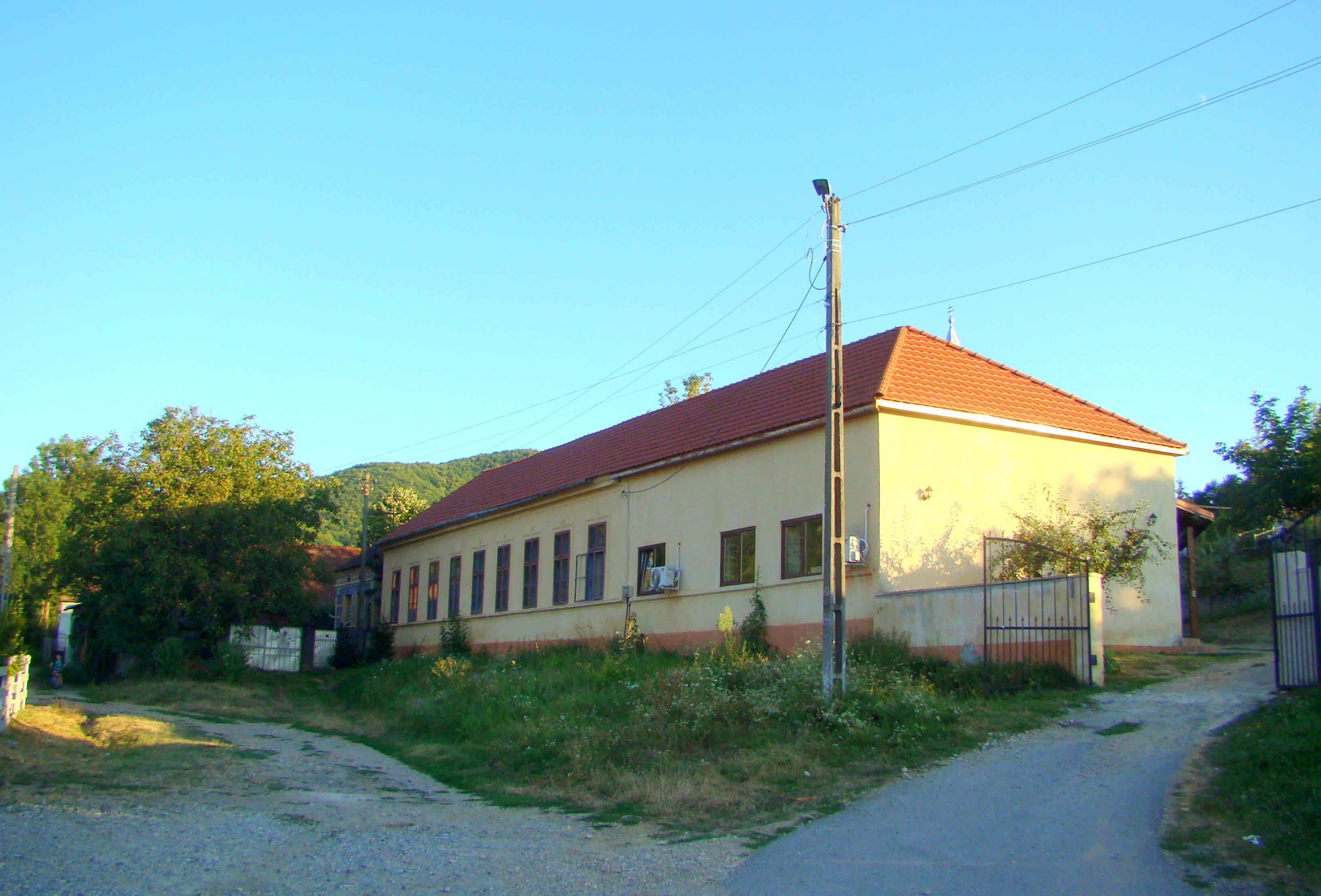
Școala
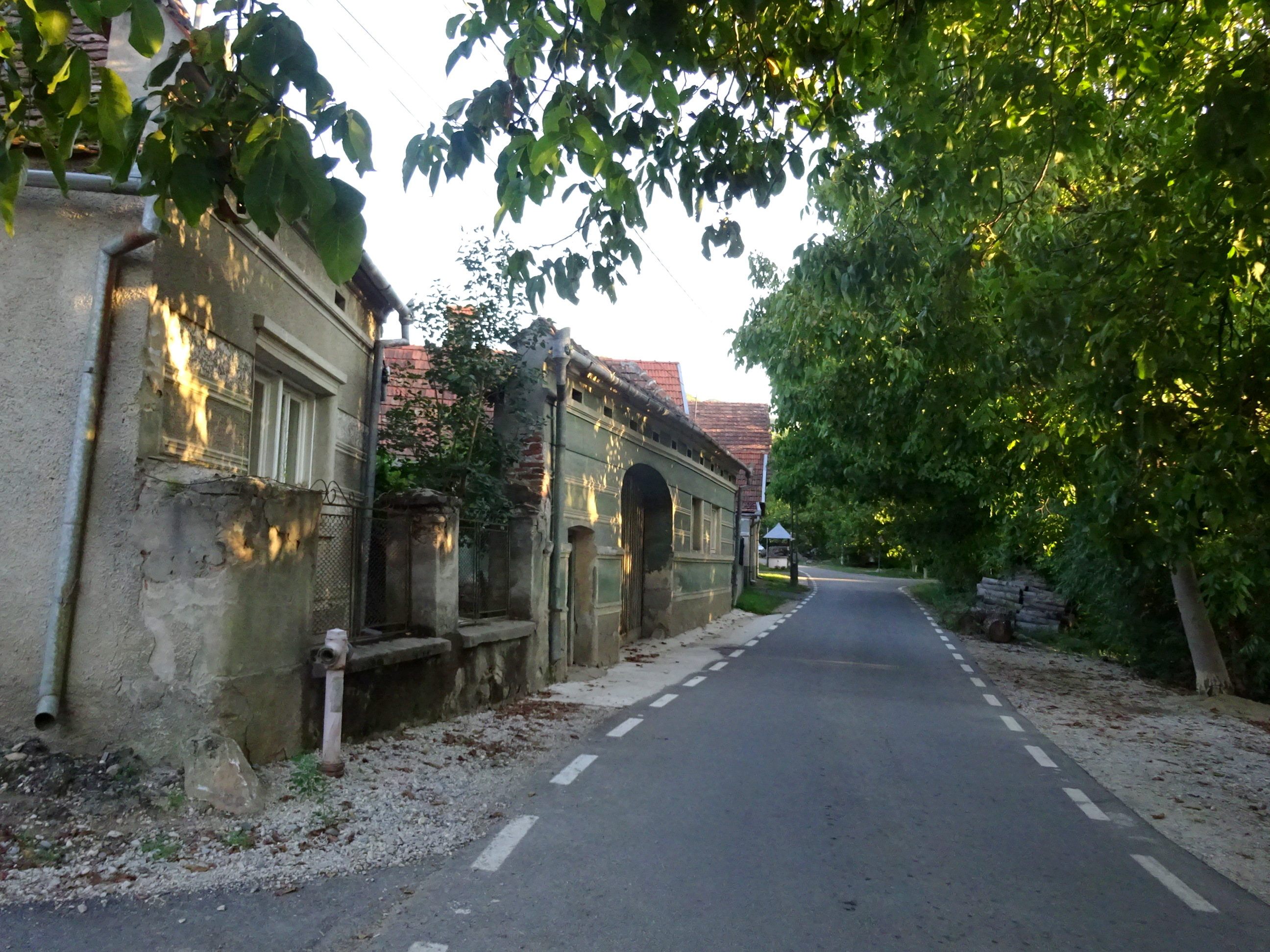
Romoșel
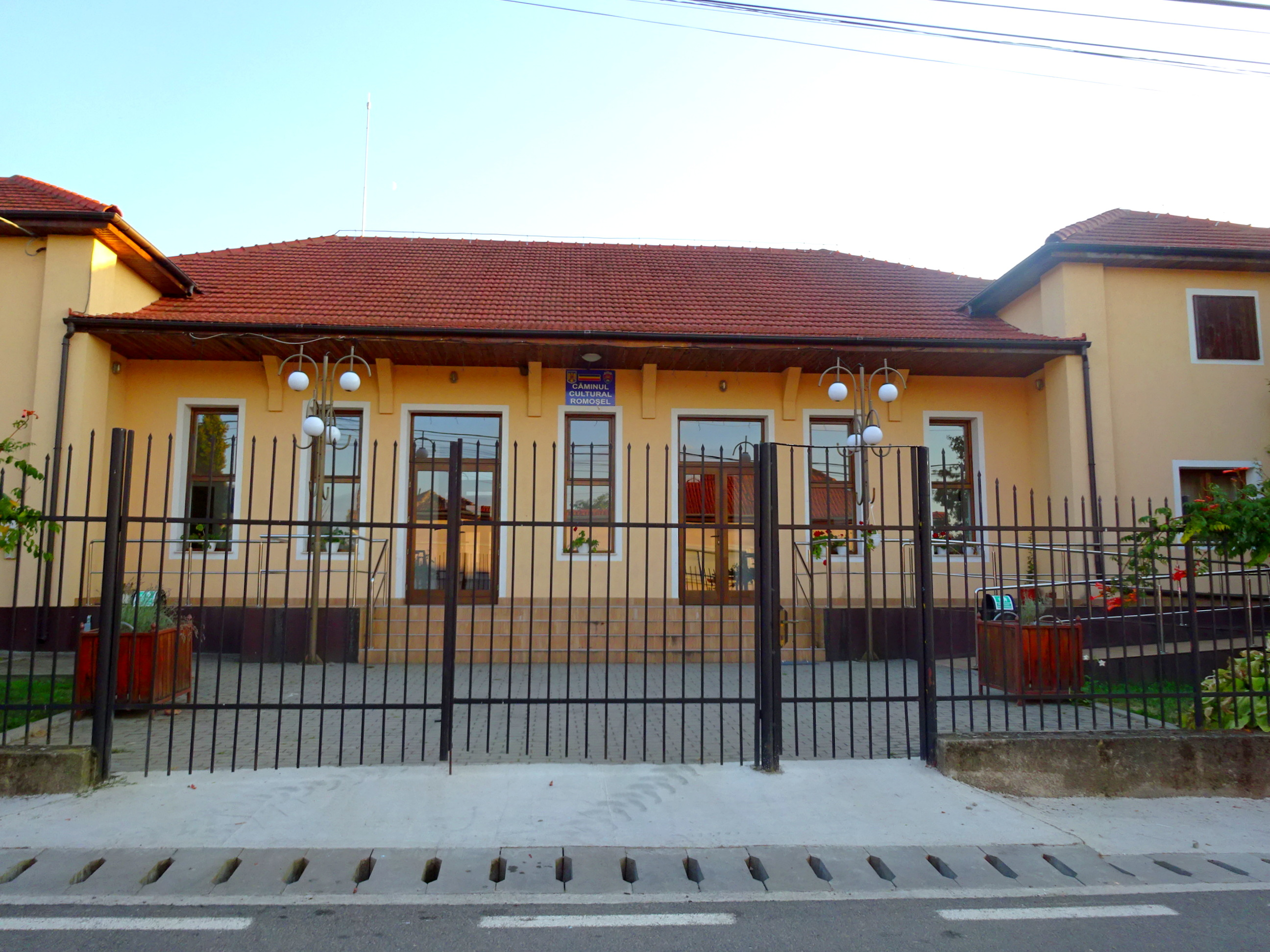
Căminul cultural
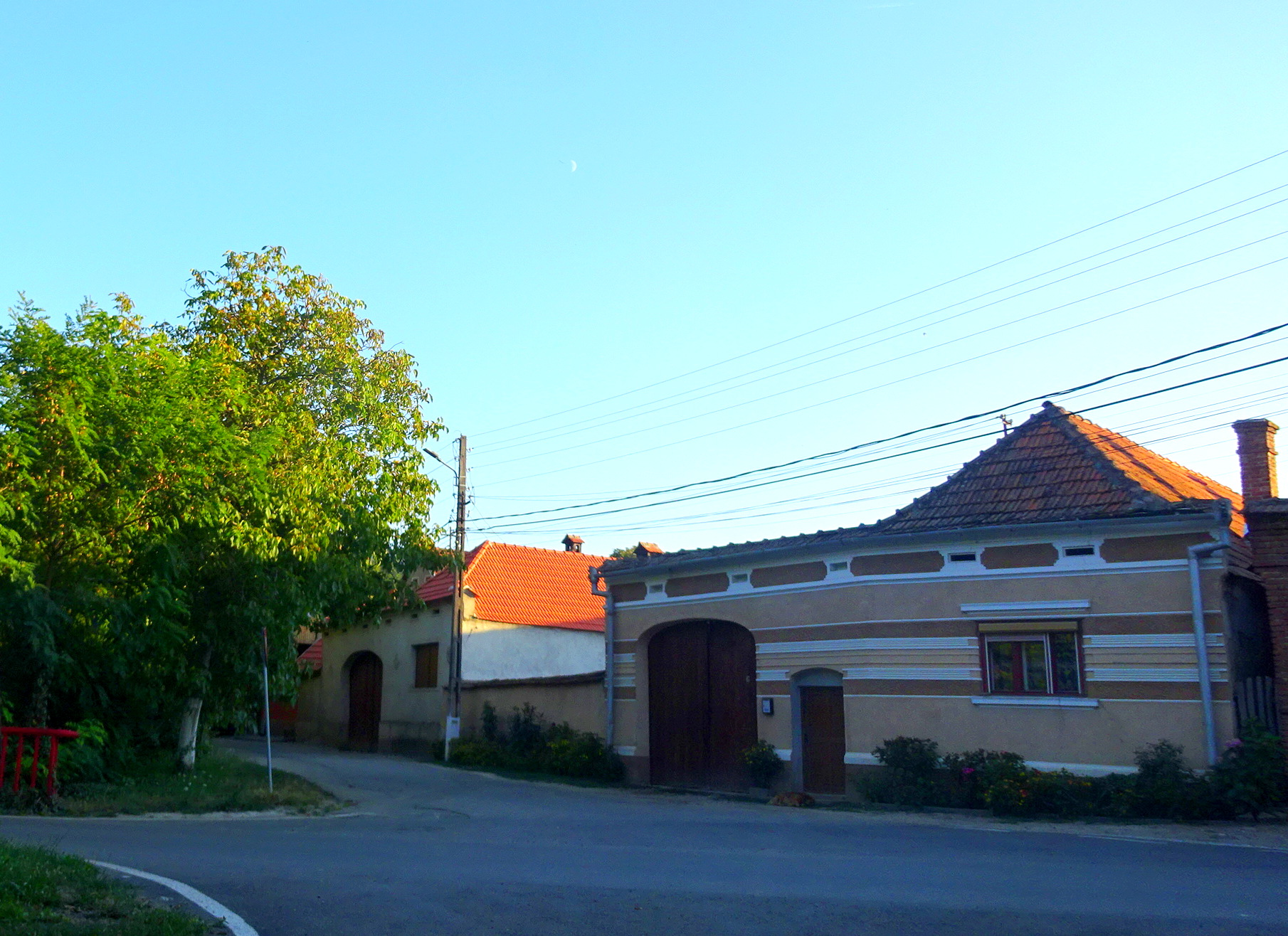
Romoșel
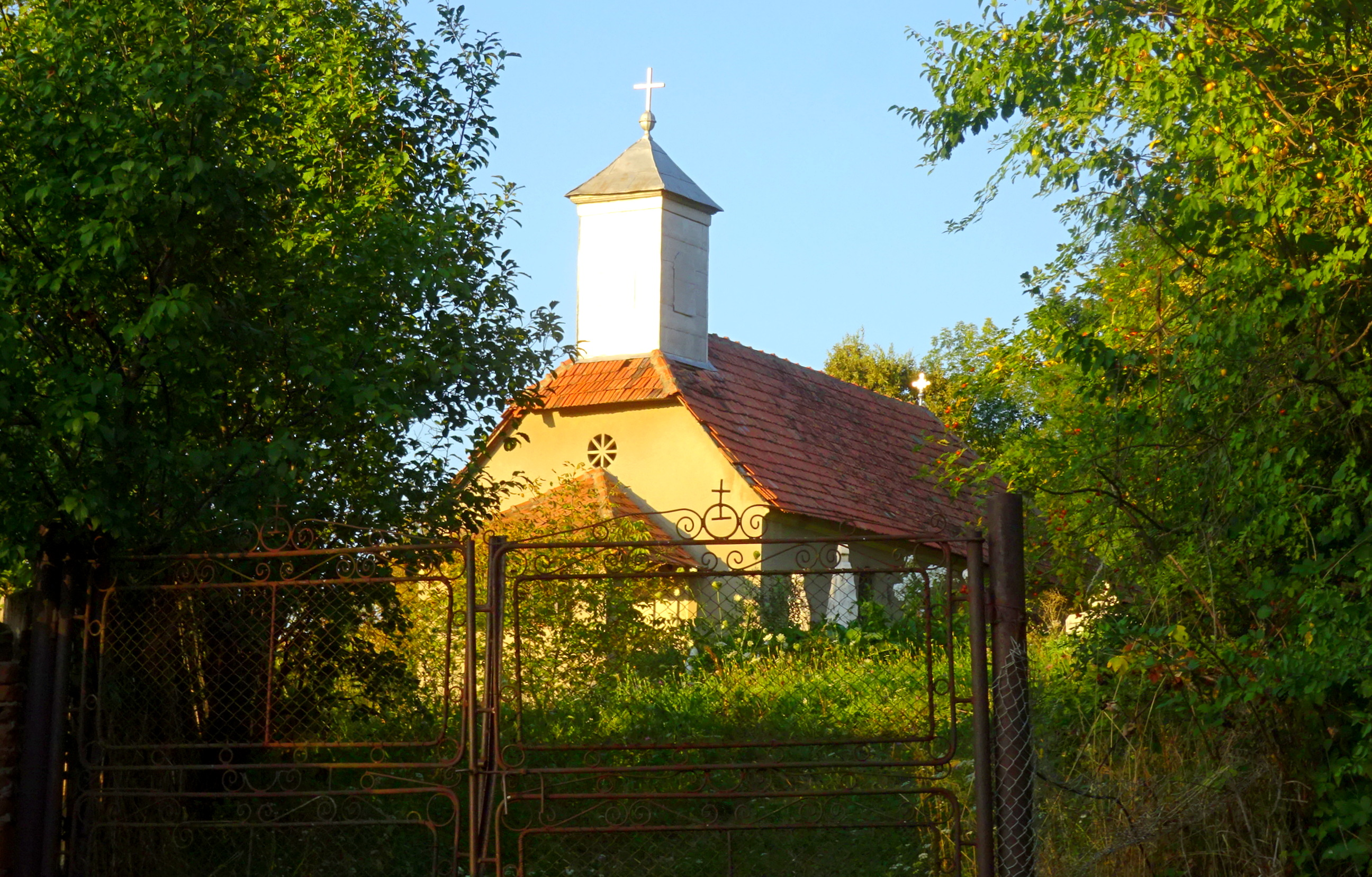
Biserica greco-catolică „Adormirea Maicii Domnului” din satul Romoșel (1839)